# Apprentissage du calcul
 (mai 2025).
L’apprentissage du calcul est le processus par lequel une personne, généralement un enfant, acquiert les compétences nécessaires pour comprendre les nombres, effectuer des opérations arithmétiques de base (addition, soustraction, multiplication, division), et résoudre des problèmes mathématiques simples. Il constitue une composante essentielle de l’enseignement des mathématiques à l’école primaire.

## Historique
L’enseignement du calcul remonte aux premières civilisations, comme les Babyloniens ou les Égyptiens, qui ont développé des systèmes numériques pour gérer les échanges commerciaux et les constructions. Dans l’Antiquité, le calcul est enseigné dans les écoles grecques et romaines. En Europe, il est formalisé dans les institutions religieuses puis laïques, notamment avec la généralisation de l’enseignement obligatoire au XIXe siècle (par exemple, avec la loi Jules Ferry en France en 1882).

## Étapes de l’apprentissage
L’acquisition du calcul suit généralement un développement progressif chez l’enfant :
- Reconnaissance des chiffres et dénombrement : l’enfant apprend à compter, à associer un mot-nombre à une quantité.
- Compréhension du système décimal : découverte de la valeur positionnelle (unités, dizaines, centaines).
- Opérations élémentaires : automatisation des additions, soustractions, puis multiplications et divisions.
- Calcul mental et écrit : développement de stratégies diverses pour effectuer les calculs efficacement.
- Résolution de problèmes : application du calcul dans des situations concrètes.

Ces étapes sont influencées par les travaux en psychologie cognitive, notamment ceux de Jean Piaget, qui identifie différents stades de développement logique chez l’enfant.

## Rôle de l’école dans l’apprentissage du calcul

### Programmes scolaires
Dans de nombreux pays, les programmes de l’école primaire définissent des compétences précises à acquérir à chaque niveau. En France, le cycle 2 (CP au CE2) met l’accent sur la connaissance des nombres jusqu’à 1 000, le calcul mental, les tables de multiplication, et la résolution de problèmes. Le cycle 3 (CM1 à 6e) introduit les fractions, les grands nombres, et les rapports de proportionnalité.

### Rôle de l’enseignant
L’enseignant adapte ses pratiques pédagogiques en fonction du niveau des élèves : manipulation d’objets, utilisation de schémas, jeux mathématiques, différenciation pédagogique, travail en petits groupes, etc. Il peut aussi repérer les difficultés spécifiques et proposer des dispositifs de remédiation.

### Inégalités et difficultés
Des écarts importants dans la maîtrise du calcul sont observés selon l’origine sociale. Les inégalités d’accès aux ressources (soutien familial, livres, outils numériques) peuvent freiner les progrès. Des troubles comme la dyscalculie compliquent aussi l’apprentissage pour certains élèves.

## Méthodes pédagogiques
- Méthode traditionnelle : fondée sur la répétition, les exercices écrits et la mémorisation (ex. : tables de multiplication).
- Méthode manipulatoire : l’enfant apprend en manipulant du matériel concret (perles, jetons, cubes).
- Méthode de Singapour : approche visuelle et progressive du calcul, utilisant schémas et barres de modélisation.
- Classe inversée : les leçons sont visionnées à la maison, les exercices se font en classe, avec accompagnement.
- Méthodes inspirées de Montessori ou Freinet : autonomie, expérimentation, observation du rythme de l’enfant.

## Difficultés et troubles de l’apprentissage

### Dyscalculie
La dyscalculie est un trouble spécifique de l’apprentissage du nombre et du calcul. Elle se manifeste par des difficultés persistantes à comprendre les quantités, les opérations et à estimer les résultats. Elle est reconnue dans le DSM-5.

### Anxiété mathématique
Certains élèves ressentent une forte anxiété face au calcul, ce qui peut freiner leur engagement et leur réussite. Cette anxiété est parfois liée à des expériences scolaires négatives ou à des exigences de performance élevées.

## Outils et ressources
L’apprentissage du calcul peut être soutenu par divers outils :
- Manuels scolaires,
- Jeux pédagogiques (dominos, cartes, jeux de plateau),
- Applications numériques (Khan Academy, Math Learning Center),
- Logiciels interactifs (GeoGebra, Calcul@TICE),
- Sites éducatifs institutionnels (comme Lumni ou Éduscol en France).

## Enjeux contemporains
À l’ère numérique, certains s’interrogent sur la place du calcul mental face à l’usage croissant des outils technologiques (calculatrices, logiciels). Toutefois, la maîtrise du calcul reste essentielle pour développer la pensée logique, évaluer des ordres de grandeur, et résoudre des problèmes complexes dans la vie quotidienne ou professionnelle.